# Bezirksamt Achern

Lage der Bezirksämter in Baden im Jahr 1890

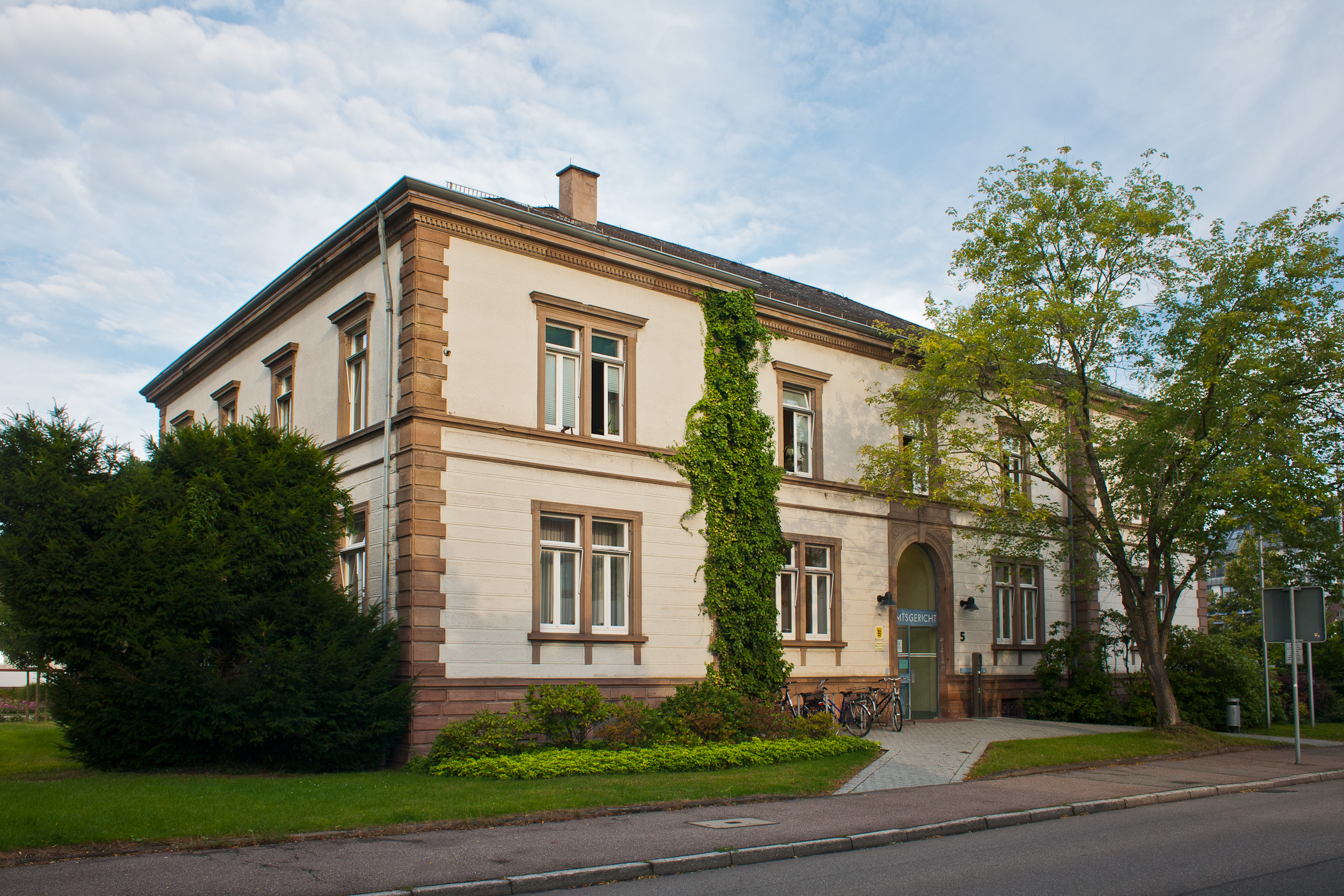
Gebäude des Bezirksamts Achern in der Allerheiligenstraße 5, heute Amtsgericht Achern

Das Bezirksamt Achern im Großherzogtum und in der anschließenden Republik Baden mit Dienstsitz in Achern, einer Stadt im Westen Baden-Württembergs im Ortenaukreis, wurde am 22. Juni 1807 errichtet und zum 1. April 1924 aufgelöst.

## Geschichte
Das Bezirksamt Achern umfasste die Gebiete im Norden des heutigen Ortenaukreises bzw. im Süden des heutigen Landkreises Rastatt und setzte sich wie folgt zusammen:
- Kernbereich des zur Landvogtei Ortenau gehörenden Vogteiamtes Achern
- Teile des zu Baden (heute Baden-Baden) gehörenden Amtes Bühl
- Teile des zum Hochstift Straßburg gehörenden Oberamts Oberkirch und des (Unter-)Amtes Renchen
- Teile des zur Landvogtei Ortenau gehörenden Oberamts Offenburg
- Teile des badischen Oberamts Yberg

Mit dem Ende des Heiligen Römischen Reiches fielen die oben genannten Ämter zwischen 1803 und 1806 an Baden.
Das Bezirksamt Achern gehörte bis 1819 zum Murgkreis und danach bis 1832 zum Kinzigkreis. Von 1832 bis 1864 gehörte das Bezirksamt Achern zum Mittelrheinkreis und danach bis zu seiner Auflösung zum Landeskommissärbezirk Karlsruhe.

## Gemeinden
Das Bezirksamt Achern umfasste dieser bis zu seiner Auflösung 1924 neben der Amtsstadt Achern die folgenden Gemeinden:
| - Fautenbach - Furschenbach - Gamshurst - Großweier - Kappelrodeck - Mösbach (1859 – 1924) - Oberachern - Obersasbach - Önsbach | - Ottenhöfen im Schwarzwald - Renchen (1807 – 1810) - Sasbach - Sasbachried - Sasbachwalden - Seebach (Baden) - Wagshurst (1807 – 1810, 1819 – 1924) - Waldulm |

## Amtmänner
- Johann Thaddäus Minderer (1807–1819)
- Carl Beeck (1819–1823)
- Franz Kern (1823–1833)
- Johannes Bach (1833–1849)
- Karl Hippmann (1849–1856)
- Walter Schwarzmann (1856–1861)
- Johann Nepomuk Wetzel (1861–1864)
- Anton Dilger (1864–1867)
- Adolph von Feder (1867–1875)
- Ludwig Arnsperger (1875–1877)
- Karl Siegel (1877–1878)
- Johann Gruber (1878–1883)
- Roderich Straub (1883–1891)
- Adolf Kühn (1891–1893)
- Moritz Seubert (1893–1896)
- Karl Eckhard (1896–1902)
- Karl Hoerst (1902–1908)
- Eugen Dillmann (1908–1911)
- Franz Popp (1911–1924)

## Dienstgebäude
Das Bezirksamt war bis 1924 im 1883 errichteten Gebäude Allerheiligenstraße 5 untergebracht.